# Merry Christmas
Albums de Mariah Carey
Music Box
(1993) Daydream
(1995)
Singles
Merry Christmas est un album de Noël et le quatrième de l'artiste américaine Mariah Carey. Sorti sous le label Columbia Records le 1er novembre 1994, l'album présente des reprises de chants de Noël et quelques chansons originales. Carey travaille avec Walter Afanasieff ; ils écrivent la plupart des chansons originales et produisent les reprises des classiques de Noël. Avec la sortie de Merry Christmas, Carey veut prouver qu'elle n'est pas juste une chanteuse pop mais une artiste à part entière. L'album est basé sur le thème de Noël et contient des « paroles authentiques, appuyées par du gospel ».
L'instrumentation de l'album est composé de claviers, guitares basses, batteries, percussions et chœurs. La raison principale de l'utilisation de tels instruments est de faire sentir « une atmosphère authentique et réelle d'église », donnant aux chansons un son de Noël. Après sa sortie, l'album reçoit généralement de bonnes critiques et connaît un succès mondial. Les critiques font l'éloge de sa voix et l'écriture des paroles avec Afanasieff. Plusieurs singles sortent et sont envoyés à la radio pour promouvoir l'album.
Merry Christmas sort à l'apogée de sa carrière entre les albums Music Box (1993) et Daydream (1995). L'album produit All I Want for Christmas Is You qui devient la sonnerie de Noël la plus vendue aux États-Unis. L'album s'est vendu à 5 100 000 exemplaires aux États-Unis selon la Nielsen Soundscan et est certifié huit fois disque de platine par la Recording Industry Association of America (RIAA) pour la vente de huit millions de copies aux États-Unis. Au Japon, Merry Christmas s'est vendu à 2 500 000 exemplaires et est le second album le plus vendu par une artiste non japonaise derrière Number 1's. Merry Christmas s'est vendu à quinze millions d'exemplaires dans le monde et est l'album de Noël le plus vendu,,,,,.
Il est réédité le 25 octobre 2005 en version Dualdisc avec des titres bonus et une face DVD. Le 23 octobre 2015, l'opus est réédité en version vinyle de couleur rouge, sous le nom « Deluxe Anniversary Edition ».
Le 1er novembre 2019, elle commercialise une ré-édition de cet opus intitulé Merry Christmas 25th Anniversary Deluxe Edition, comprenant deux disques dont l'album original et un autre accompagné de lives, du titre The Star et de remixes.

## Genèse
Depuis ses débuts en 1990, Carey est déjà connue pour être une personne croyante et spirituelle. Elle a toujours exprimé sa croyance envers Dieu et la connexion entre sa musique et la religion et trouve que l'album est une façon de montrer son mysticisme en musique. Après le succès de l'album Music Box, il y a de nouvelles questions sur un éventuel nouveau projet ; ce n'est qu'en octobre 1994, un mois avant la sortie de l'album, que Billboard annonce que Carey sort un album de Noël pour la saison. Au début, les critiques sont choqués car ils ne s'attendaient pas à ce que Carey puisse toucher d'autres genres musicaux et la voyaient en chanteuse pop. Néanmoins, Carey continue à travailler et promeut son album, sure de ce qu'elle a fait. Elle reste prudente et Carey obtient la reconnaissance des radios de Noël et R&B et augmente sa popularité au Japon et l'album connaît du succès.

## Développement
Tout au long du développement de l'album, Carey travaille avec Walter Afanasieff, qui a déjà travaillé avec elle pour les albums Emotions et Music Box. Ensemble, ils ont écrit trois chansons originales pour Merry Christmas et produit les reprises de Carey. All I Want for Christmas Is You, le premier single, est écrite par Carey et Afanasieff puis envoyée aux radios contemporaines et est accompagnée d'un clip qui a été filmé un an avant. Une autre chanson, Miss You Most (at Christmas Time) a été envoyée sur les radios R&B avec Jesus Born on This Day qui a été diffusée sur les radios chrétiennes et gospel à travers le monde.
Carey reprend la chanson Christmas (Baby Please Come Home) de Darlene Love et d'autres classiques comme Douce nuit, sainte nuit, Minuit, chrétiens et Joy To The World. Cette dernière, utilisée comme single promotionnel, a été remixée plusieurs fois et envoyée aux discothèques. Le producteur et compositeur Loris Holland produit quelques-unes des pistes comme Douce nuit, sainte nuit, où il arrange les chœurs et les synthétiseurs. La reprise de Santa Claus Is Coming to Town est considérée comme « l'une des pistes les plus joyeuses de l'album » avec Christmas (Baby Please Come Home).

## Structure musicale
Merry Christmas présente une variété d'arrangements musicaux, de sons et de styles. Le but de Carey est de présenter un album avec « l'esprit de Noël », un mélange de pistes soul et des chants de Noël joyeux. La chanson Jesus, Oh What a Wonderful Child est une chanson originale qui « prend réellement son envol ». La chanson a été enregistrée dans une église avec beaucoup de chœurs et d'enfants jouant du tambourin et d'autres instruments. Le but étant de produire « une vraie chanson d'église » dans laquelle Afanasieff joue les claviers et permet à la voix de Carey de « se libérer ». Selon Chris Nickson, l'amour de Carey envers la musique gospel vient à travers cette chanson et écrit : « Elle dirige le groupe sans se mettre en avant, laissant la chanson se développer, s'alignant avec le refrain jusqu'à, après le crescendo, ce que les musiciens fassent un double temps à la fin ».
« Vous avez une belle balance entre les hymnes chrétiens et les chansons festives. C'était pour moi une priorité d'écrire de nouvelles chansons, mais pour la plupart des gens qui veulent vraiment écouter les standards de Noël, ils peuvent voir qu'une nouvelle chanson, c'est aussi bien ».
La chanson la plus connue de l'album, All I Want for Christmas Is You, est considérée comme « une chanson d'amour rapide, qui aurait pu être facilement écrite par Tommy Mottola ». Une autre chanson originale, Miss You Most (at Christmas Time) est complètement différente de la précédente. La chanson est considérée comme une « ballade triste » comme la plupart des tubes précédents de Carey. La chanson présente un orchestre synthétisé, avec Afanasieff aux claviers, là où Carey chante son « amour perdu, concrétisant le fait que Noël permet de remémorer ses souvenirs ». Selon Nickson, c'est Jesus Born on This Day la piste la plus impressionnante de l'album. Elle est considérée comme une « production mature » qui présente aussi un orchestre synthétisé et une chorale d'enfants. La mélodie de la chanson est « solennelle mais l'arrangement, bizarrement, est moins religieux et plus fastueux, derrière les paroles qui s'adressent ouvertement à Jésus ».

## Accueil

### Critique
L'album reçoit généralement des critiques positives. Barry Schwartz de Stylus Magazine donne un avis favorable et loue la voix de Carey, l'authenticité de l'album et les paroles. Il écrit : « Dr. Seuss était un juif fou, mais il a écrit pour Noël : « Bienvenue Noël, nous sommes main dans la main ». C'est vraiment beau. Il n'y a aucun remords à avoir. Aucun remords d'être un juif qui envie Noël ou un juif qui aime la musique de Noël oui un belligérant qui aime Mariah Carey, car toutes ces choses sont terrifiantes ». Schwartz complimente All I Want for Christmas Is You et dit : « Dire que cette chanson est un instant classique qui ne capture pas son caractère exceptionnel ; c'est un standard moderne : joyeux, exaltant, bruyant, avec un soupçon de nostalgie. Elle chante : « I don’t want a lot for Christmas / I won’t even wish for snow », une belle phrase qui délivre une sincérité à travers les pianos, les tympans, les cordes philharmonique et un mur de son—et la superbe voix de Mariah éclate. Pourquoi ne pas célébrer Noël!? ». J.D. Considine de The Baltimore Sun dit que l'album « peut ressembler à une autre attente pour profiter de Noël, mais c'est actuellement le travail de quelqu'un qui aime véritablement cette musique. Les inclinations du gospel de Carey est un peu plus fort qui pourrait anticiper des airs traditionnels comme Silent Night, mais qui diminue fortement l'effet de leur prestation ; en fait, leur ornementation soul ajoute du peps à O Holy Night. Mais la force réelle de l'album est la conviction qu'elle apporte à d'autres banalités comme Santa Claus Is Comin' to Town tandis que la façon avec laquelle elle augmente Joy To The World avec un morceau du tube de Three Dog Night est un pur génie ».
Roch Parisien d'AllMusic donne une critique enthousiaste sur l'album et loue All I Want for Christmas Is You en écrivant : « l'harmonie des Beach Boys, des cloches cacophoniques, et l'allure d'une luge, ijectant l'un des quelques rythmes d'exubérance à ce jeu ». Cependant, il est plus critique sur O Holy Night et Joy To The World, écrivant : « Les prétentions de l'opéra sur O Holy Night et un horrible son dance sur Joy To The World ». Steven Morse de The Boston Globe commente : « Ses premiers albums sont toujours impeccables à cause d'une erreur, mais elle coupe la nouvelle musique de Noël avec de la soul effrénée. Bizarrement, il pourrait être son meilleur album. Elle mélanges plusieurs chansons originales (comme All I Want for Christmas Is You dont le clip arrive sur MTV cette semaine) avec des cantiques traditionnels (Silent Night et Joy To The World et même un classique de Phil Spector, Christmas (Baby Please Come Home) ». Jon Pareles de The New York Times écrit : « Il y a des versions gospel de cantiques traditionnels comme Silent Night, des ballades dramatiques comme Miss You Most (at Christmas Time) et des imitations, avec des carillons, issues de l'album de Noël de Phil Spector, comme Santa Claus Is Comin' to Town. En regardant son support, Madame Carey surchante dans des chansons avec ses tics vocaux—qui s'effondre d'une note à une autre—et ransforme les expressions de la dévotion en affiches narcissiques ».

### Commercial, impact et héritage
Merry Christmas débute à la trentième place du Billboard 200 en se vendant à 45 000 exemplaires. Au bout de cinq semaines, l'album arrive en troisième place, se vendant à 208 000 exemplaires mais atteint ses plus fortes ventes la semaine suivante (où il est numéro six) en se vendant à 500 000 exemplaires. L'album est le second album de Noël en se vendant à 1 589 000 exemplaires. Il reste dans le top 20 pendant huit semaines et ne reste dans le Billboard 200 treize semaines ; il ré-entre dans le hit-parade parade trois fois : il atteint la 149e position la première fois, la 115e la seconde et la 61e la troisième (au total, il restera 27 semaines dans le palmarès). Le 30 janvier 2003, Merry Christmas est certifié cinq fois disque de platine par la Recording Industry Association of America (RIAA) pour la vente de cinq millions d'exemplaires. En Europe, Merry Christmas est certifié disque d'or en Allemagne, Autriche, Royaume-Uni et Suisse,,,. En Australie, l'album est certifié quatre fois disque de platine par l'Australian Recording Industry Association pour la vente de 280 000 exemplaires et finit à la onzième position du classement annuel de 1994,.
À part son succès aux États-Unis, l'album se vend beaucoup au Japon où il atteint les 2,5 millions d'exemplaires et devient le second album le plus vendu par une artiste non-japonaise,. De plus, le single All I Want for Christmas Is You est la chanson la plus vendue de l'année 1994 au Japon et obtient le « Million award, ». Le single connaît du succès partout dans le monde et atteint le top 5 de plusieurs hit-parades et y revient chaque année. Aux États-Unis, All I Want for Christmas Is You est l'une des quelques chansons considérées comme un classique et est la seule chanson de Noël et sonnerie certifiée disque de platine[réf. nécessaire].
Merry Christmas s'est vendu à quinze millions d'exemplaires dans le monde et est l'album de Noël le plus vendu de tous les temps,,,,,.

## Produits dérivés
En 2015, elle commercialise également un coffret de produits dérivés prénommé Mariah Carey Christmas Package comprenant l'album de noël Merry Christmas, le Picture Disc All I Want For Christmas Is You 10" (édition numérotée), un bonnet, une boule de noël. 

## Adaptation au cinéma
Carey travaille sur une comédie musicale basée sur Merry Christmas. Le scénario se passe dans une petite ville – qui ressemble un peu à Huntington – dans laquelle un entrepreneur veut transformer ce bourg en un grand centre commercial. « Mariah ne veut pas que cela se produise », dit son partenaire Benny Medina. « Son personnage utilise la chanson et l'amour pour garder l'esprit de Noël ».
Selon Carey, le script pourrait être écrit par Peter Barsocchini de High School Musical mais les premières scènes sont déjà tournées. Cependant, Carey donne un peu plus de détails à Daily News sur le projet : « Depuis que j'ai enregistré un album de Noël, j'ai toujours eu envie de faire un film dans cette visée, quelque chose que les gens pourraient voir et écouter chaque année. Je mets tout dans la saison de Noël ».

## 25th Anniversary edition (2019)
Le 1er novembre 2019, elle commercialise une ré-édition de cet album intitulé Merry Christmas 25th Anniversy Deluxe Edition, comprenant deux disques dont l'album original et un autre accompagné de lives, du titre The Star et de remixes.

## Liste des Pistes
| Version CD | Version CD                                            | Version CD                                         | Version CD                      | Version CD | Version CD | Version CD | Version CD | Version CD | Version CD |
| No         | Titre                                                 | Auteur                                             | Producteur                      | Durée      |            |            |            |            |            |
| ---------- | ----------------------------------------------------- | -------------------------------------------------- | ------------------------------- | ---------- | ---------- | ---------- | ---------- | ---------- | ---------- |
| 1.         | Silent Night                                          | FR. Josef Mohr, Franz X. Gruber                    | Mariah Carey, Walter Afanasieff | 3:41       |            |            |            |            |            |
| 2.         | All I Want for Christmas Is You                       | Mariah Carey, Walter Afanasieff                    | Mariah Carey, Walter Afanasieff | 4:01       |            |            |            |            |            |
| 3.         | O Holy Night                                          | Adolphe Adam                                       | Mariah Carey, Loris Holland     | 4:27       |            |            |            |            |            |
| 4.         | Christmas (Baby Please Come Home)                     | Jeff Barry, Ellie Greenwich, Phil Spector          | Mariah Carey, Walter Afanasieff | 2:35       |            |            |            |            |            |
| 5.         | Miss You Most (at Christmas Time)                     | Mariah Carey, Walter Afanasieff                    | Mariah Carey, Walter Afanasieff | 4:32       |            |            |            |            |            |
| 6.         | Joy To The World                                      | Georg Friedrich Haendel, Lowell Mason, Isaac Watts | Mariah Carey, Walter Afanasieff | 4:21       |            |            |            |            |            |
| 7.         | Jesus Born on This Day                                | Mariah Carey, Walter Afanasieff                    | Mariah Carey, Loris Holland     | 3:43       |            |            |            |            |            |
| 8.         | Santa Claus Is Comin' to Town                         | John Frederick Coots, Haven Gillespie              | Mariah Carey, Walter Afanasieff | 3:24       |            |            |            |            |            |
| 9.         | Hark! The Herald Angels Sing / Gloria In Excelsis Deo | Charles Wesley, Felix Mendelssohn                  | Mariah Carey, Loris Holland     | 3:01       |            |            |            |            |            |
| 10.        | Jesus Oh What a Wonderful Child                       | Traditionnel                                       | Mariah Carey, Walter Afanasieff | 4:26       |            |            |            |            |            |
| 11.        | God Rest Ye Merry, Gentlemen                          | Traditionnel                                       | Mariah Carey, Walter Afanasieff | 1:18       |            |            |            |            |            |
| 39:29      |                                                       |                                                    |                                 |            |            |            |            |            |            |

| 1.  | Silent Night                                          |  |  |  |
| 2.  | All I Want for Christmas Is You                       |  |  |  |
| 3.  | O Holy Night                                          |  |  |  |
| 4.  | Christmas (Baby Please Come Home)                     |  |  |  |
| 5.  | Miss You Most (at Christmas Time)                     |  |  |  |
| 6.  | Joy To The World                                      |  |  |  |
| 7.  | Jesus Born on This Day                                |  |  |  |
| 8.  | Santa Claus Is Comin' to Town                         |  |  |  |
| 9.  | Hark! The Herald Angels Sing / Gloria In Excelsis Deo |  |  |  |
| 10. | Jesus Oh What a Wonderful Child                       |  |  |  |
| 11. | God Rest Ye Merry, Gentlemen                          |  |  |  |
| 12. | Santa Claus Is Comin' to Town [Anniversary Mix]       |  |  |  |
| 13. | All I Want for Christmas Is You                       |  |  |  |
| 14. | All I Want for Christmas Is You [J.D. Remix]          |  |  |  |

| 1. | Santa Claus Is Comin' to Town [Anniversary Mix]        |  |  |  |
| 2. | All I Want for Christmas Is You                        |  |  |  |
| 3. | Miss You Most (At Christmas Time)                      |  |  |  |
| 4. | All I Want for Christmas Is You [J.D. Remix: Animated] |  |  |  |
| 5. | Joy to the World [Celebration Mix]                     |  |  |  |
| 6. | O Holy Night                                           |  |  |  |
| 7. | All I Want for Chistmas Is You [Black & White Version] |  |  |  |
| 8. | Joy to the World [Live at St. John the Devine]         |  |  |  |

## Crédits
| Personnel - Mariah Carey – chant, chœurs - Walter Afanasieff – claviers, synthétiseurs - Loris Holland – synthétiseurs, claviers, programmation - Mark C. Rooney – chœurs - Cindy Mizelle – chœurs - Melodie Daniels – chœurs - Kelly Price – chœurs - Shanrae Price – chœurs | Production - Mariah Carey – arrangement - Dave Hall – arrangement - Walter Afanasieff – arrangement - Dana Jon Chappelle – ingénieur, ingénieur vocal - Kent Marcke – ingénieur - Mark Krieg – ingénieur - Kirk Yano – ingénieur - Mick Guzauski – mixage - Bob Ludwig – mastering |

## Classements et certifications
| Pays                                    | Position | Certification      |
| --------------------------------------- | -------- | ------------------ |
| Allemagne                               | 15       | Or                 |
| Australie                               | 2        | 7 × Platine        |
| Autriche                                | 4        | Or                 |
| Belgique                                | 5        | –                  |
| Canada                                  | 30       | 2 × Platine        |
| Danemark                                | 4        | 3 × Platine        |
| Espagne                                 | 26       | –                  |
| Europe                                  | 9        | Platine            |
| Grèce                                   | 37       | –                  |
| Hongrie                                 | 15       | –                  |
| Italie                                  | 3        | Platine            |
| Japon                                   | 1        | 5x Platine         |
| Norvège                                 | 11       | 3 × Platine        |
| Nouvelle-Zélande                        | 10       | 2 × Platine        |
| Pays-Bas                                | 4        | Platine            |
| Portugal                                | 9        | –                  |
| Royaume-Uni                             | 32       | Platine            |
| Suède                                   | 4        | –                  |
| Suisse                                  | 4        | Or                 |
| États-Unis Billboard 200                | 3        | 9 × Platine (2023) |
| États-Unis Billboard R&B/Hip-Hop Albums | 4        | 9 × Platine (2023) |
| États-Unis Billboard Holiday Albums     | 1        | 9 × Platine (2023) |

### Classements des singles
| 1994                             | All I Want for Christmas Is You | 9 | – | 18 | 2  | – | – | 5 | 4 | 2 | 18 | - DK : Or - JP : Million - RU : Or - ÉU : 2 × Platine - Ventes : - JP : 1 100 000 - RU : 670 000 - ÉU : 1 582 000 |
| 1994                             | Joy To The World                | – | – | –  | 33 | – | – | – | – | – | –  | – |
| 1994                             | O Holy Night                    | – | – | –  | –  | – | – | – | – | – | –  | – |
| "–" Aucune entrée/certification. |                                 |   |   |    |    |   |   |   |   |   |    | |

## Compléments